# Харрис, Майя
Майя Лакшми Харрис (англ. Maya Lakshmi Harris; род. 30 января 1967, агломерация Шампейн-Эрбана, штат Иллинойс, США) — американский юрист, политтехнолог, а также бывший декан школы права Линкольна в Сан-Хосе. Во время президентской кампании Хиллари Клинтон в 2016 году Харрис была одним из трёх старших политических советников.
Является сестрой 49-го вице-президента США Камалы Харрис, а также дочерью американо-ямайского экономиста Дональда Харриса.

## Ранняя жизнь и образование
Майя Лакшми Харрис родилась в агломерации Шампейн-Эрбана в штате Иллинойс в семье научной сотрудницы в области биомедицины, Шьямалы Гопалан Харрис (1938—2009) и экономиста Дональда Харриса (род. 1938). Мать эмигрировала в США из Мадраса (ныне известного как город Ченнаи). Отец эмигрировал из Ямайки. Она и её старшая сестра Камала были воспитаны в духе баптистской христианской традиции, но также посещали индуистские храмы. Когда их родители развелись в начале 1970-х годов, они остались с матерью.
В 1989 году Майя окончила Калифорнийском университет в Беркли. В том же году она поступила на юридический факультет Стэнфорда. Во время учёбы там она была редактором журнала Stanford Law Review (с англ. — «Стэнфордское юридическое обозрение»). Также, она работала координатором в проекте по борьбе с домашним насилием в восточном Пало-Альто. В 1992 году она получила степень доктора юриспруденции.

## Карьера

### Юриспруденция и преподавание
После получения степени в Стэнфорде Харрис работала клерком у судьи Джеймса Уэра в Северном округе Калифорнии. В 1994 году Харрис присоединилась к юридической фирме Jackson Tufts Cole & Black (англ. «Джексон Тафтс Коул и Блэк») в Сан-Франциско, где занимаясь гражданскими и уголовными делами. Фирма распалась в 1999 году.
Харрис работала адъюнкт-профессором на юридическом факультете Университета Сан-Франциско. Она также преподавала курсы по половой дискриминации в юридическом колледже Калифорнийского университета в Гастингсе и договорное право в ныне закрытой юридической школе Нового колледжа Калифорнии. В возрасте 29 лет стала деканом школы права Линкольна в Сан-Хосе.

### Политика

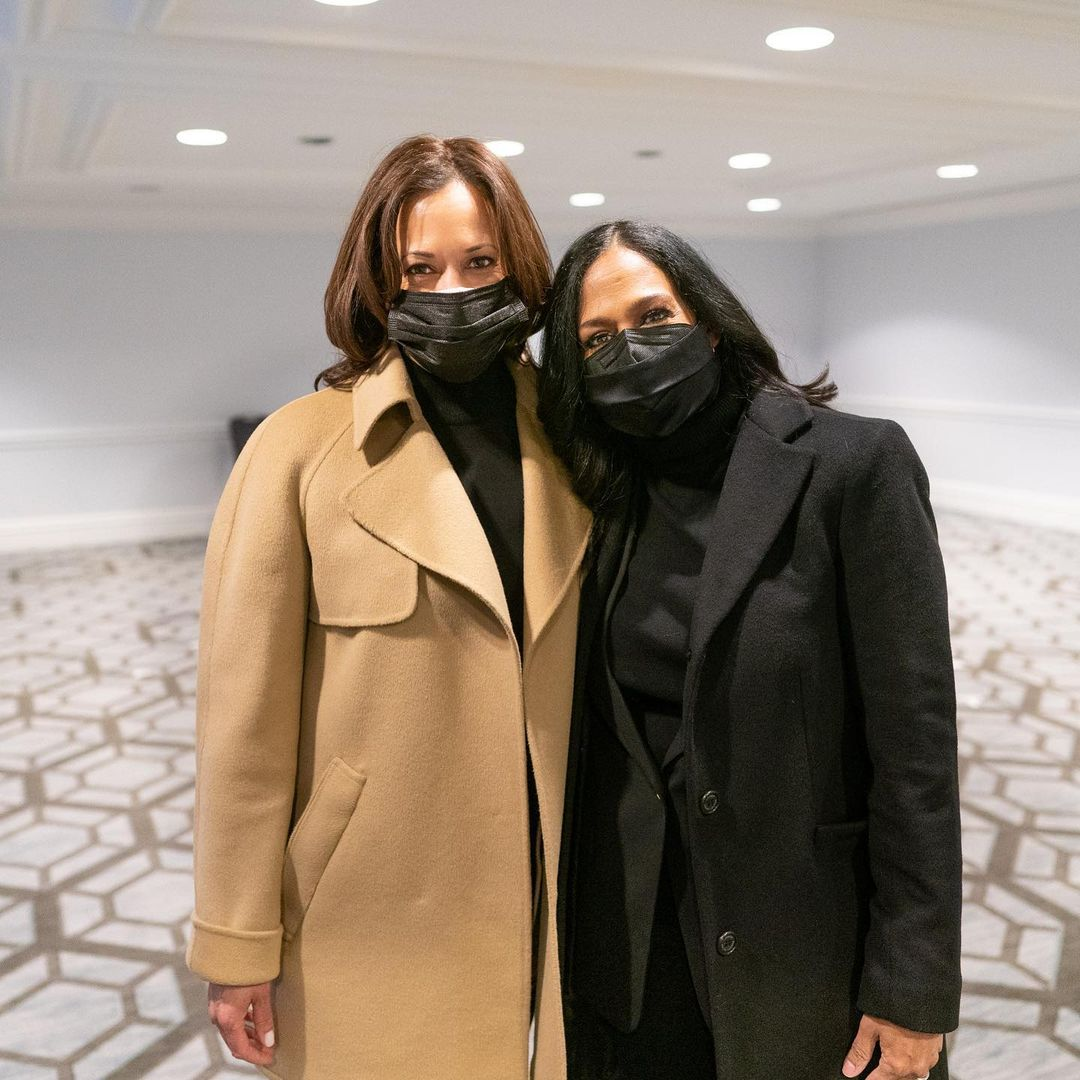
Майя с сестрой, вице-президентом Камалой Харрис.

Харрис была старшим сотрудником исследовательского института PolicyLink, который занимается изучением и продвижением экономического и социального равенства. В этом качестве она организовывала конференции по вопросам отношений между полицией и обществом и выступала за реформу полиции.
Харрис занимала должность исполнительного директора Американского союза гражданских свобод в Северной Калифорнии. В качестве главы крупнейшего филиала организации Харрис руководила и координировала судебные процессы, связи со СМИ, лоббирование и организационную работу. В 2003 году Харрис была директором кампании по запрету государственным агентствам запрашивать расовые и этнические данные.
В 2008 году Харрис была назначена вице-президентом благотворительной организации Фонд Форда, который сосредоточен на продвижении эффективного управления, защите и продвижении прав человека.
С 2017 по 2018 год работала политическим и юридическим аналитиком телеканала MSNBC.
Майя Харрис работала в избирательной кампании Хиллари Клинтон 2016 года. Когда её сестра, Камала Харрис начала президентскую кампанию в январе 2019 года, Майя была назначена председателем кампании. Однако, кампания была закончена ещё до праймериз демократической партии в декабре 2019 года, а её сестра поддержала кандидатуру Джозефа Байдена.

## Личная жизнь
В 1984 году сразу после выпуска из старшей школы Майя родила дочь Мину Харрис.
В июле 1998 года вышла замуж за юриста Тони Уэста. Майя и Тони отучились на юридичском факультете Стэнфорда, где они были знакомы, но вступили в отношения уже после университета. Её дочь Мина Харрис окончила Стэнфорд в 2006 и Юридический факультет Гарвардского университета в 2012 году.
С возраста 22 лет у Харрис была диагностировано серьёзное аутоиммунное заболевание, волчанка.